# Понсе де Леон, Хуан
Хуа́н По́нсе де Лео́н (исп. Juan Ponce de León; 8 апреля 1460 — июль 1521) — испанский конкистадор с титулом аделантадо, который основал первое европейское поселение на Пуэрто-Рико и во время поисков источника вечной молодости в 1513 году первым из европейцев высадился на берега Флориды.

## Биография
Родился в семье вальядолидского дворянина из рода Понсе де Леон, в Сантервас-де-Кампос (нынешняя провинция Вальядолид). Хотя ранние историки считали, что он родился в 1460 году, и эта дата использовалась традиционно, более поздние свидетельства показывают, что он, вероятно, родился в 1474 году. Фамилия Понсе де Леон датируется XIII веком. Линия Понсе де Леон началась с Понсе Веласа де Кабреры, потомка графа Бермудо Нуньеса, и Санчи Понсе де Кабреры, дочери Понсе Хиральдо де Кабреры. До октября 1235 года сын Понсе Вела де Кабрера и его жены Терезы Родригес Хирон, которого звали Педро Понсе де Кабрера женился на Альдонсе Альфонсо, внебрачной дочери Альфонса IX, короля Леона. Потомки от этого брака добавили «де Леон» к своей фамилии и отныне были известны под фамилией Понсе де Леон.
Личность его родителей до сих пор неизвестна, но он, вероятно, был членом влиятельной дворянской семьи. Среди его родственников был маркиз Кадиса Родриго Понсе де Леон. Понсе де Леон был связан с другой известной семьей, Нуньес де Гусман, и в молодости он служил оруженосцем Педро Нуньеса де Гусмана, рыцаря ордена Калатравы. Современный ему летописец Фернандес де Овьедо утверждает, что Понсе де Леон получил боевой опыт в качестве солдата в испанской кампании по завоеванию Гранадского эмирата и реконкисте, завершившейся в 1492 году. Он женился на своей дальней родственнице, Леоноре Понсе де Леон, с которой он образовал первую европейскую семью, жившую в Пуэрто-Рико.
Как только война против гранадского эмирата закончилась, военные способности Понсе де Леона перестали быть востребованы на его родине. Поэтому, как и многие другие его соотечественники, Понсе де Леон направился за границу в поисках новых возможностей. В сентябре 1493 года около 1200 моряков, колонистов и солдат присоединились к Христофору Колумбу для его второго путешествия в Новый Свет. Понсе де Леон был одним из этих людей как добровольный член экспедиции.
Не исключено, что в 1493 году он сопровождал Колумба во время его плавания к берегам новооткрытой Америки. Во время второго путешествия Колумба, в котором, как считается, активно участвовал Понсе де Леон, был завоёван остров Эспаньола, переломным моментом в покорении которого была битва за Вега-Реал. В 1503 году Хуан снова появился в Вест-Индии как капитан под началом губернатора Николаса де Овандо и участвовал в карательной экспедиции против касика Котубано.
В награду за подавление индейских волнений Понсе де Леон был назначен Овандо наместником восточной части острова Эспаньола. Около этого времени Понсе де Леон женился на Леоноре, дочери владельца трактира. У них родилось три дочери (Хуана, Мария, Изабелла) и один сын (Луис). Когда до него стали доходить слухи о том, что остров Пуэрто-Рико богат золотом, Хуан сосредоточил все свои усилия на том, чтобы иметь возможность перейти на это место, получив необходимое разрешение. В итоге 12 августа 1508 года Понсе де Леон покидает Игуэй, чтобы исследовать Боринкен в течение 1508—1509 годов и основав поселение Капарра, жители которого позднее дали начало городу Сан-Хуан, нынешней столице Пуэрто-Рико. Хуан не был уверен в успехе своей экспедиции и он отдал приказ посадить маниоку на случай, если разведывательная миссия по поиску золота потерпит неудачу.
По возвращении на Эспаньолу Понсе де Леон получил назначение губернатором Пуэрто-Рико, что вызвало зависть недругов, которые вскоре добились его отстранения от дел. Впрочем, за короткое время губернаторства Понсе де Леона жестокостью отличился его пёс Бесеррильо, которого подчинённый губернатора Диего де Саласар натравливал на местных жителей. Неутомимый конкистадор же путём расспроса индейцев узнал о существовании чудодейственного источника вечной молодости на острове Бимини, лежащем к северу от Пуэрто-Рико. В марте 1513 года он на собственные деньги собрал экспедицию и отплыл из Пуэрто-Рико на поиски чудо-источника.
В апреле 1513 года Понсе де Леон увидел землю и высадился на восточном берегу Флориды близ современного Сент-Огастина. Он принял эту землю за остров и нарёк его Флоридой за роскошную тропическую флору, а также из-за того, что открытие «цветущей земли» пришлось на пасхальную неделю, испанский Праздник цветов — Pascua Florida. Он обогнул Флориду с юга и, пройдя вдоль западного побережья полуострова, вернулся сначала на Пуэрто-Рико, а затем в Испанию, где в 1514 году получил назначение военным губернатором Бимини и Флориды.
В 1521 году Понсе де Леон на двух кораблях отправился на колонизацию Флориды. Его отряд из 200 человек высадился на западном берегу и вступил в истребительную войну с племенем калуса. Понсе де Леон был ранен отравленной стрелой и умер во время морского перехода на Кубу. Похоронен в Сан-Хуане. Его имя носит второй по величине город Пуэрто-Рико — Понсе. Внук Понсе де Леона, Хуан II, в 1579 году временно управлял Пуэрто-Рико, а в 1581 году составил письменное описание Вест-Индии.
По словам Джона Дж. Брауна Айеса, 30 % современного населения Пуэрто-Рико являются дальними потомками Хуана Понсе де Леона и его жены.

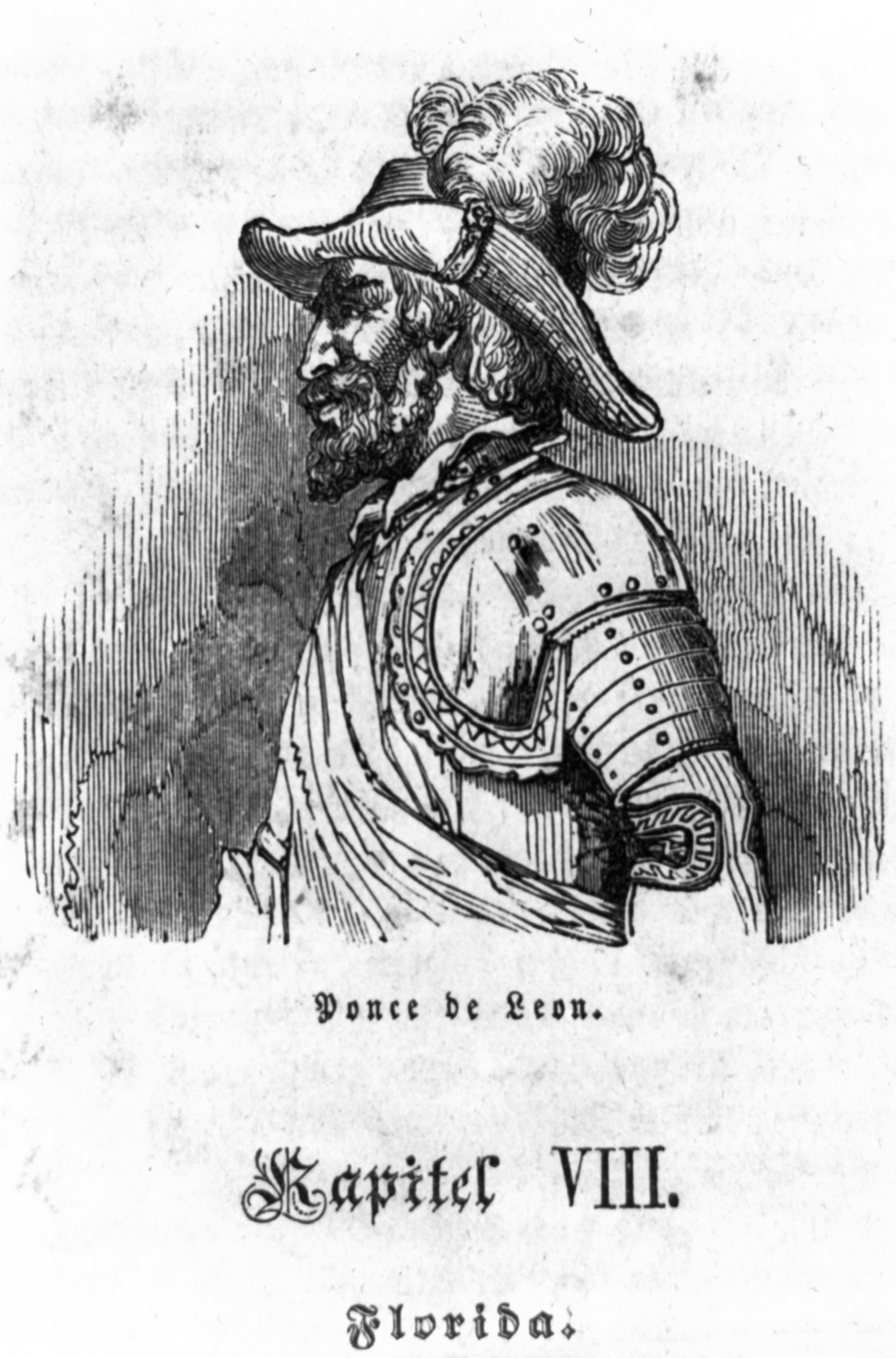
Гравюра Понсе де Леон, опубликованная в 1858 году

## Первое путешествие во Флориду
Слухи о неоткрытых островах к северо-западу от Эспаньолы достигли Испании в 1511 году, Фердинанд был заинтересован в дальнейших географических открытиях и исследованиях. Желая отблагодарить Понсе де Леона за его услуги, Фердинанд призвал его искать эти новые земли, находящиеся вне сферы чьего-либо влияния. Понсе де Леон охотно согласился на новое предприятие, и в феврале 1512 года королевский контракт был отправлен с изложением его прав и власти для поиска новых островов.
Понсе де Леон снарядил три корабля с по крайней мере 200 мужчинами за свой счет и отправился из Пуэрто-Рико 4 марта 1513. Данные о путешествии предоставил Антонио де Эррера Тордесильяс, испанский историк, который, очевидно, имел доступ к оригинальным судовым журналам или связанным с ними вторичным источникам, из которых он создал свой труд, опубликованный в 1601 году.
В 1513 году этот небольшой флот, состоявший из трёх кораблей, покинул гавань и отправился в сторону Багам, достигнув острова Сан-Сальвадор. 27 марта, в пасхальное воскресенье, моряки заметили остров, к которому, однако, не было возможности причалить. 2 апреля сам Понсе де Леон, сев в лодку, отправился к неизвестным берегам, чтобы исследовать остров. Остров оказался достаточно большой, весь покрытый яркой зеленью. Поднявшись на него, он увидел плоский лесистый пейзаж, простирающийся до самого горизонта. Эта высадка могла произойти на восточном побережье полуострова Флорида, в точке, которая до сих пор оспаривается между пляжем Мельбурна, недалеко от мыса Канаверал, и пляжем Понте-Ведра в северной Флориде, недалеко от Джексонвилля. Именно там 8 апреля он объявил все эти земли принадлежащими Испании и назвал её землей «Флорида» из-за цветущей растительности, которую он увидел, а также по причине того, что высадка на землю произошла в пасхальное воскресенье, остров был назван Флоридой.
После высадки экспедиции на землю, продолжавшейся примерно пять дней, корабли двинулись дальше и повернули на юг для изучения побережья. 8 апреля корабли впервые столкнулись с Гольфстримом, который как раз достигает своей максимальной силы между побережьем Флориды и Багамскими островами.
Они продолжали двигаться вниз вдоль побережья прижимаясь к берегу, чтобы избежать сильного встречного течения. 4 мая флотилия достигла залива, который был назван залив Бискейн. 15 мая они покинули залив Бискейн и плыли вдоль Флорида-кис, ища проход на север, чтобы исследовать западное побережье полуострова Флорида.
14 июня они отплыли снова, а после дошли до Драй-Тортугас к 21 июня. Там они встретили невиданных ими ранее животных: гигантских морских черепах, карибского тюленя-монаха и тысячи морских птиц. С этих островов они поплыли на юго-запад, планируя обогнуть вокруг Кубу и возвратиться домой в Пуэрто-Рико. Однако, не приняв во внимание мощные течения, которые подталкивали корабли на восток, члены экспедиции в итоге достигли северо-восточного берега Кубы и, само собой, были удивлены этим.
После этого флот продолжил свой путь на восток вдоль архипелага Флорида-кис и вокруг полуострова Флорида, достигнув острова Большой Багама на 8 июля.
Здесь маленький флот был расформирован. Понсе де Леон достиг Пуэрто-Рико 19 октября после того, как отсутствовал почти восемь месяцев. Другой корабль после дальнейшего исследования благополучно вернулся 20 февраля 1514 года.

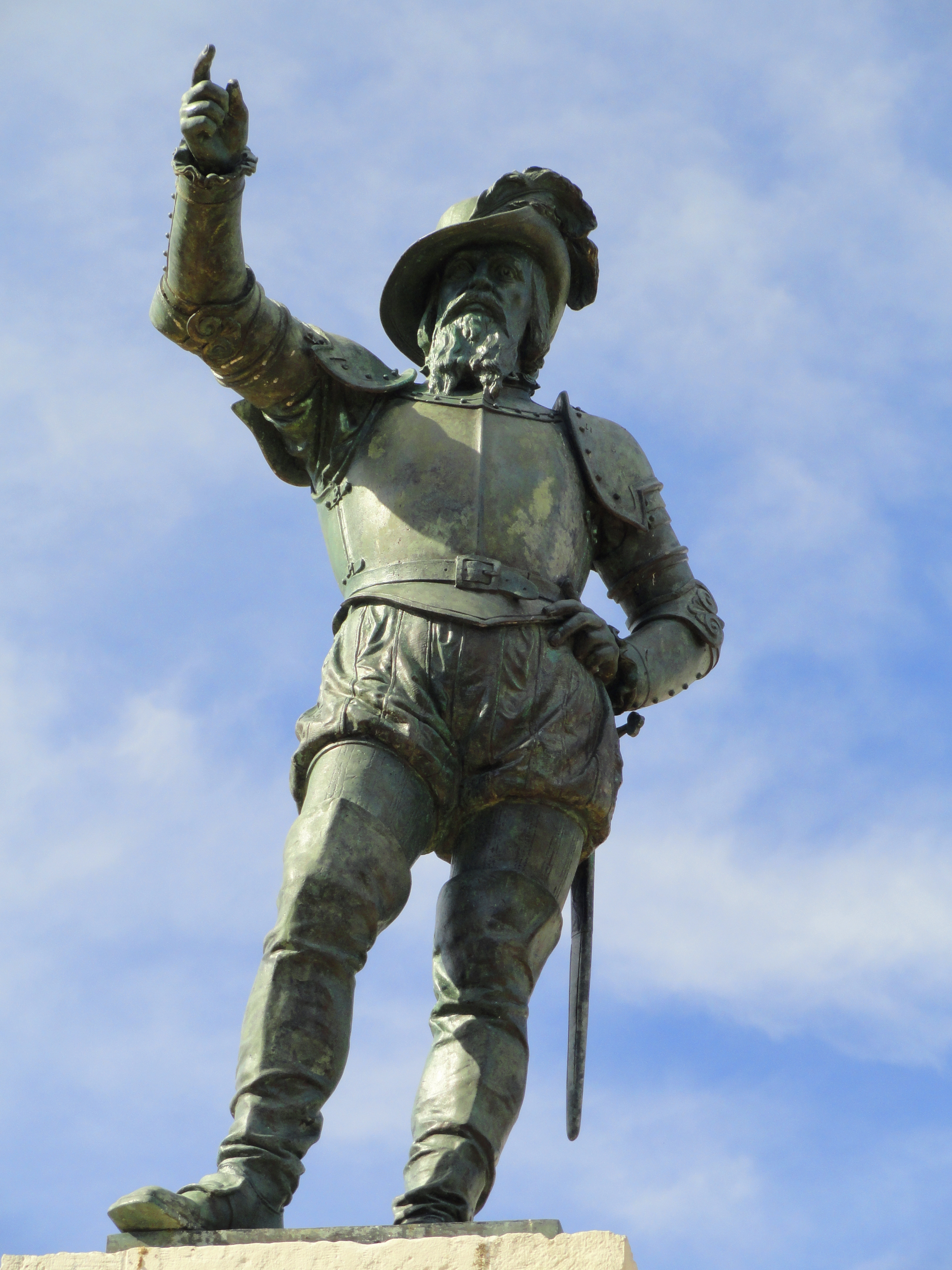
Памятник в Сан-Хуане

### Фонтан молодости
Согласно популярной легенде, Понсе де Леон открыл Флориду во время поисков фонтана молодости. Впрочем, истории о путешествиях к источнику, который бы восстанавливал жизненные силы, были известны по обе стороны Атлантики задолго до путешествия Понсе де Леона.
Есть предположение, что «источником молодости» аллегорически могло называться растение Cassytha filiformis, которое туземцы варят и сегодня в качестве афродизиака. Понсе де Леон мог искать растение для того, чтобы на его основе развернуть предпринимательскую деятельность. Однако большинство историков придерживаются мнения, что захват новых территорий испанской империей и поиск золота были гораздо более важными и существенными задачами, чем гипотетически возможная цель долгих и тщетных поисков, чтобы открыть источник.

## Испания и Карибы
В апреле 1514 года Понсе де Леон отправился в Испанию и высадился в Байоне. Оттуда он направился к королю Фердинанду, в Вальядолид, и преподнёс королю 5000 песо золота из пуэрто-риканских рудников. Король возвёл его в рыцари. С тех пор Хуан Понсе де Леон носил титул «дон». Он получил право на новую экспедицию к Флориде и Бимини, был назначен их губернатором, а также губернатором тех земель, которые откроет (27 сентября 1514 года). Понсе де Леон также получил должность рехидора Пуэрто-Рико и командующего эскадрой против тех индейцев, которые не подчинялись испанской короне.
14 мая 1515 года Понсе де Леон отплыл в Америку с эскадрой из 3 кораблей, на которой находилось 150 вооруженных людей. Испанцы высадились на Гваделупе без достаточных мер предосторожности, где они попали в засаду: когда женщины спустились на землю с несколькими мужчинами, чтобы постирать свою одежду, жители острова внезапно вскочили на него и убили мужчин и захватили женщин. Во время нападения карибов они потеряли 14 человек ранеными, из которых четверо позднее умерло. Понсе боясь отстать от остальных кораблей отправился в Пуэрто-Рико, где он оставался до 1521 года. Во 2-й половине 1515 — 1-й половине 1516 гг. он организовал с Пуэрто-Рико не менее трех экспедиций против карибов.
Известие о смерти короля Фердинанда заставило Понсе де Леона снова отправиться в Испанию, куда он прибыл в ноябре 1516 года. В конце концов он добился от короля Карла подтверждения своих привилегий. В Испании он оставался до мая 1518 года.
По одной теории, во время этого пребывания в Испании Понсе де Леон женился второй раз, на Хуане де Пинеде. По другой теории, этого брака не было, так как первая жена Понсе де Леона, Леонора, умерла только в 1519 году.
После возвращения в Америку Понсе де Леон некоторое время занимался приведением в порядок своих поместий на Пуэрто-Рико и Эспаньоле.

## Второе путешествие во Флориду
Возможно, воодушевлённый успехом, которого достиг Эрнан Кортес в Мексике в 1519 г., Понсе де Леон организовал в 1521 году экспедицию для колонизации Флориды, состоявшую из двух кораблей, перевозивших около 200 человек, в том числе священников, фермеров и ремесленников, 50 лошадей и других домашних животных, а также разного рода сельскохозяйственные инструменты.
Экспедиция высадилась на юго-западном побережье Флориды, в окрестностях реки Шарлотт Харбор. В течение 5 месяцев всё шло нормально, но потом поселенцы были атакованы воинами племени калуса, и в одной из стычек Понсе де Леон был ранен в бедро. Историки считают, что причиной увечья была стрела, отравленная соком манцинеллового дерева. Другие источники указывают, что это действительно была рана на ноге, которая впоследствии перешла в гангрену. После этого сражения Понсе де Леон и колонисты отплыли в Гавану, где он вскоре умер от раны. Он был похоронен в Пуэрто-Рико, в крипте Церкви Сан-Хосе в 1559 году, где и находился вплоть до 1836 года, пока его останки не были эксгумированы и перенесены в собор Сан-Хуан Баутиста.

## В кинематографе
- В фильме Даррена Аронофски «Фонтан» сюжетная линия вращается вокруг фонтана вечной юности, который искал Понсе де Леон.
- Сюжет фильма «Пираты Карибского моря: На странных берегах» основан на поисках «источника вечной молодости». В самом начале двое рыбаков находят человека, который утверждал, что был на корабле Понсе де Леона. Позднее капитан Джек Воробей и капитан Барбосса в поисках серебряных чаш побывают на его корабле.

## В компьютерных играх
- Поиски Понсе источника вечной молодости являются основой сюжета квеста «Мистические хроники. Древо Жизни». В игре он расположен на острове Бимини.
- В предстоящей компьютерной игре Grand Theft Auto VI действия будут происходить в вымышленном штате Леонида, названном в честь Понсе де Леона.